# Jacob A. Marinsky

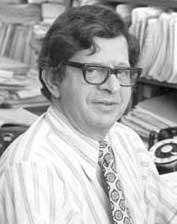
Jacob A. Marinsky

Jacob Akiba Marinsky (* 11. April 1918 in Buffalo, N.Y.; † 1. September 2005 ebenda) war ein US-amerikanischer Chemiker und Mitentdecker des Elements Promethium.

## Leben
Marinsky entdeckte 1945 mit Lawrence E. Glendenin und Charles D. Coryell das 61. Element Promethium.